# Eupithecia grenadensis
Eupithecia grenadensis là một loài bướm đêm trong họ Geometridae.